# Marija Grošelj
Marija (tudi Mara) Grošelj, slovenska učiteljica in pisateljica,  * 22. november 1881, Ljubljana, † 10. december 1961, Ljubljana. 

## Življenje in delo
Marija Grošelj, sestra biologa Pavla Grošlja ter hči Jerneja in Katarine (rojena Vilfan), je učiteljišče končala pri ljubljanskih uršulinkah. Poučevala je na raznih ljubljanskih šolah, od leta 1907 pa na Mladiki. Tako kot mnoge druge učiteljice je tudi Marija Grošelj pisateljevala, sodelovala je pri Zvončku, Vesni in Jutru. Napisala je nekaj mladinskih iger, na primer Dve Marički, Povodni mož, Pravljica bodočnosti in Kraljične Vidke kresne noči.